# Фінансові методи
Фінансові методи — способи впливу фінансових інструментів на господарські відносини. Фінансові методи діють у двох напрямках: по лінії управління рухом фінансових ресурсів і по лінії ринкових комерційних відносин, що пов'язані з зіставленням витрат і результатів, з матеріальним стимулюванням та відповідальністю за ефективне використання грошових фондів. Ринковий зміст у фінансові методи вкладається не випадково. Це обумовлене тим, що функції фінансів у сфері виробництва тісно пов'язані з комерційним розрахунком.
До складу фінансових методів відносяться: способи та засоби фінансового управління, такі як фінансовий облік, фінансовий аналіз та планування, фінансове регулювання та контроль, інвестування, кредитування, оподаткування, система розрахунків, матеріальне стимулювання, страхування, фондоутворення, оренда, лізинг, факторинг тощо.
Фінансовий важіль є засобом дії фінансового методу.